# Скиталізм
Скиталізм (дав.-гр. Σκυταλισμός — від дав.-гр. σκυτάλη — «палиця») — узагальнена назва подій 370 року до нашої ери в давньогрецькому місті Аргос, що супроводжувалися загибеллю найзаможнішіх громадян полісу.

## Політична ситуація на Пелопонесі
Після розгрому спартанців при Левктрах в 371 році до н. е. Пелопоннеський союз розпався, і на з'їзді в Афінах більшість держав Пелопонесу, в тому числі і Аргос, уклали союз з Афінами та Другим морським союзом.
Занепад спартанської гегемонії призвів до посилення демократичних настроїв у містах та загострило соціальні конфлікти, при чому боротьба партій в умовах кризи полісної системи набула вкрай жорстких рис, і часто велася на знищення.
Так, вигнані з Фігалії проспартанські олігархи під час святкування Діонісій напали на місто та почали різанину городян в театрі. Коринфські демократи намагалися влаштувати антиолігархічний переворот, але були викриті та разом наклали на себе руки, щоб не потрапити до рук супротивників. Після того Коринфом також пройшла хвиля терору.

## Бійня в Аргосі
Найжорстокіший спалах насилля відбувся в Аргосі, давньому центрі пелопонеської демократії. Зазвичай вважають, що аргоський скиталізм був насамперед наслідком соціальної боротьби всередині полісу. Діонісій Галікарнаський порівнював усобиці в Аргосі з пізнішими римськими.
За Діодором Сицилійським, головними причинами перевороту були утиски багатіїв. Місцеві демагоги, в свою чергу, підбурювали юрбу проти багатих і впливових громадян. Ті вирішили не чекати розправи і влаштували змову, щоб скинути демократію, але декілька з них були арештовані та піддані тортурам. Всі, окрім одного, вчинили самогубство, аби не давати свідчень, але один із затриманих, отримавши гарантії безпеки, видав 30 змовників.
Усіх учасників невдалого заколоту стратили і позбавили майна. Проте, у змові підозрювали і інших багатіїв, тож юрба, підбурювана демагогами, невдовзі вбила ще й більше 1200 заможних громадян (Плутарх стверджував, що вбитих було 1500). Ця розправа і увійшла в історію, як «скиталізм».
Діодор наголошує, що скиталізмом називали насамперед спосіб страти, адже жертв забивали палицями, а також закон про запровадження такої страти. Можливо, назва була створена за аналоґією з традиційним для Афін шляхом страти — апотимпанізмом, коли засудженного голим прив'язували до стовпа та залишали помирати. Це може свідчити, що страти відбувалися не спонтанно, а за судовими рішеннями, хай навіть вони і ухвалювалися поспіхом..
Загостренню ситуації сприяло те, що в Аргосі в цей час був відсутній єдиний лідер, який очолював би рух демосу. Е.Давид відзначає, що за владу змагались між собою кілька народних ватажків, і це сприяло скиталізму. Втім, згодом, злякавшись викликанного ними же терору, демагоги перестали висувати звинувачення, тоді розлютований натовп, відчуваючи себе обдуреним, пішов проти своїх ватажків, яких теж стратили, забивши палицями.
Сусідні держави із жахом спостерігали за подіями, а афіняни були настільки приголомшені, що наказали провести ритуальне очищення, щоб уникнути божої кари.
Лише після цього у полісі запанував відносний спокій. О.Венедиктова вважає, що після скиталізму в Аргосі остаточно утвердилася демократія.